# Álvaro Zamora
Álvaro José Zamora Mata (ur. 9 marca 2002 w La Ribera) – kostarykański piłkarz występujący na pozycji lewego skrzydłowego, reprezentant Kostaryki, od 2023 roku zawodnik greckiego Arisu.